# Дарміно
Да́рміно (каз. Диірмене) — село у складі Ариської міської адміністрації Туркестанської області Казахстану. Входить до складу Дарменіського сільського округу.
Населення — 1447 осіб (2021; 1188 у 2009, 2001 у 1999, 1181 у 1989).